# Felix Hoffmann
Felix Hoffmann, född 21 januari 1868, död 8 februari 1946, var en tysk kemist. Som kemist på Bayer AG var han den som tog fram de medicinskt användbara formerna av heroin 1895 och acetylsalicylsyra (under varumärket Aspirin) 1897. Acetylcalisylsyran fick namnet från växtsläktet Salix, i vars bark ursprunget salicylsyra finns.